# 拉米拉里耶
拉米拉里耶（法語：Lamillarié）是法国南部-比利牛斯大区 塔恩省的一个市镇，属于阿尔比区 雷阿尔蒙县。该市镇2009年时的人口 为513人。

## 人口
拉米拉里耶人口变化图示
| 数据来源：INSEE |